# Alexander N'Doumbou
Alexander N'Doumbou (Port-Gentil, 4 de janeiro de 1992) é um futebolista profissional gabonense que atua como meia.

## Carreira
Alexander N'Doumbou fez parte do elenco da Seleção Gabonense de Futebol da Olimpíadas de 2012.